# Fresh Faces 〜アタラシイヒト〜
『Fresh Faces 〜アタラシイヒト〜』（フレッシュ フェイシズ アタラシイヒト）は、BS朝日で毎週土曜日 20:54 - 21:00（JST）で放送されているインタビュー番組である。キユーピーの一社提供。

## 概要
さまざまな分野で第一線を走るフレッシュな人々を紹介している。
常識を疑い、現状に安住せず、アタラシイ価値観を創造する人、時代をワクワクさせ、気持ちを高めてくれるようなアタラシイ考え方を発信する人などの瑞々しい感性を新鮮な野菜の映像と掛け合わせ、スタイリッシュに演出している。
ナレーターはサヘル・ローズ。

## スタッフ
- 制作：BS朝日／EAST（旧イースト・エンタテインメント→E&W）